# Taterma
Taterma is een plaats in de Estlandse gemeente Hiiumaa, provincie Hiiumaa. De plaats heeft de status van dorp (Estisch: küla).
Tot in oktober 2017 behoorde Taterma tot de gemeente Käina. In die maand werd Käina bij de fusiegemeente Hiiumaa gevoegd.

## Bevolking
Het dorp had 21 inwoners op 31 december 2011 en 16 inwoners op 31 december 2021.

## Geschiedenis
De plaats werd voor het eerst genoemd in 1636 onder de naam Taterma Mick, een boerderij. Latere namen zijn Tatterma Simon en Tatterma Jaak. Ze lag op het landgoed van Großenhof (Suuremõisa). Vanaf 1796 lag ze op het landgoed van Emmast (Emmaste). In 1798 was ze onder de naam Tatterma een dorp geworden.
De Russisch-orthodoxe Kerk van de Geboorte van de Moeder Gods in Kuriste (Kuriste Jumalasünnitaja sündimise kirik), is vernoemd naar het buurdorp Kuriste, maar ligt op het grondgebied van Taterma. De kerk is gebouwd in de jaren 1884-1890 en opgetrokken uit graniet en gele baksteen. Om de kerk kwam een kerkhof en in de buurt van de kerk werd een parochieschool gebouwd. Het schoolgebouw bestaat nog en is in gebruik als cursuscentrum. In de jaren 2011-2013 is de kerk gerestaureerd. De kerk is de enige orthodoxe kerk op het eiland Hiiumaa die nog in bedrijf is. Ze behoort tot de Estische Apostolisch-Orthodoxe Kerk. Op zondagen rijdt er op Hiiumaa een speciale kerkbus om kerkgangers naar deze kerk te brengen.
Tussen 1977 en 1997 maakte het buurdorp Kuriste deel uit van Taterma. Het buurdorp Ligema was al eerder (ergens na 1940) bij Taterma gevoegd en werd pas in 1997 weer zelfstandig.

## Foto's

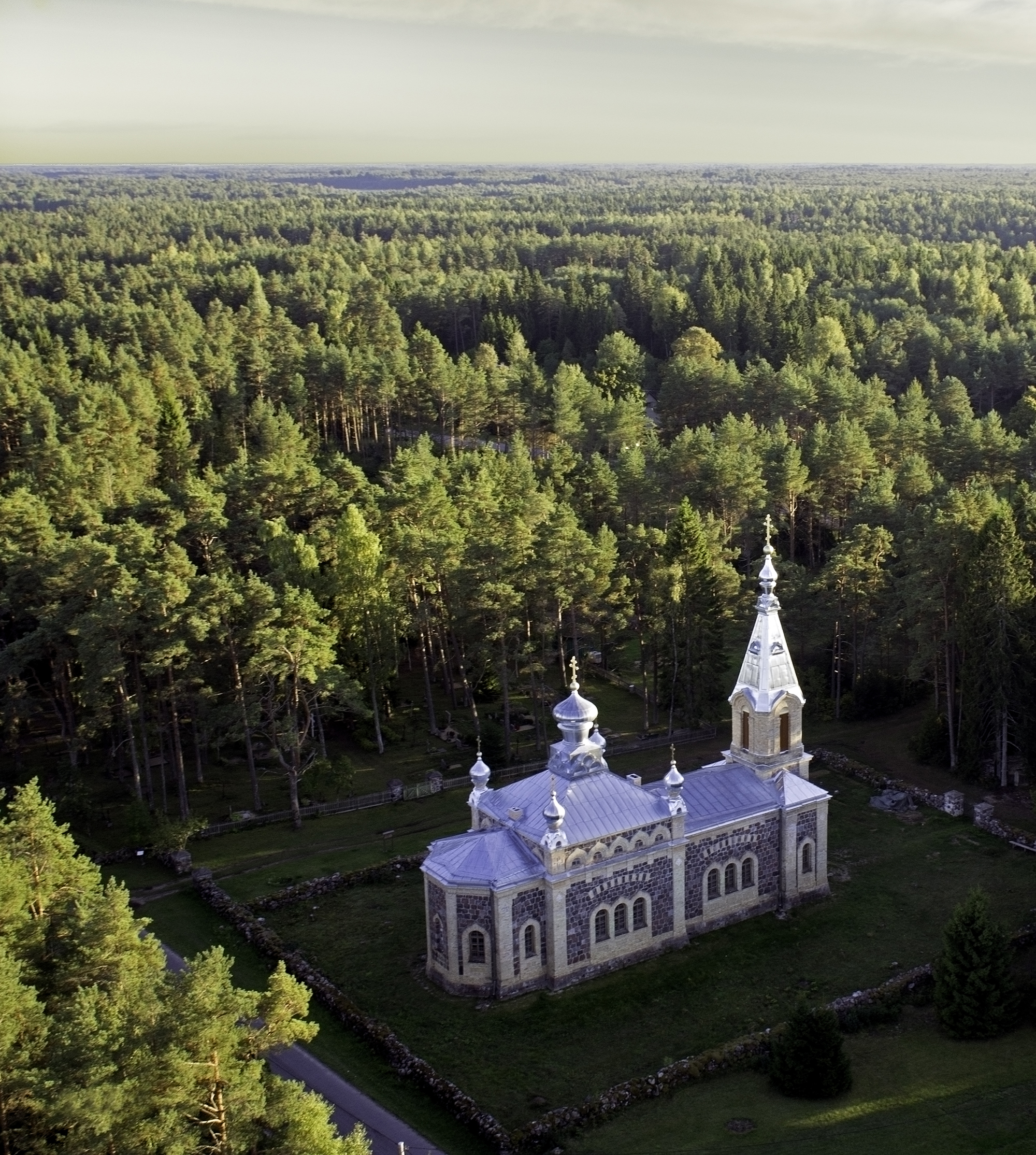
De kerk vanuit de lucht
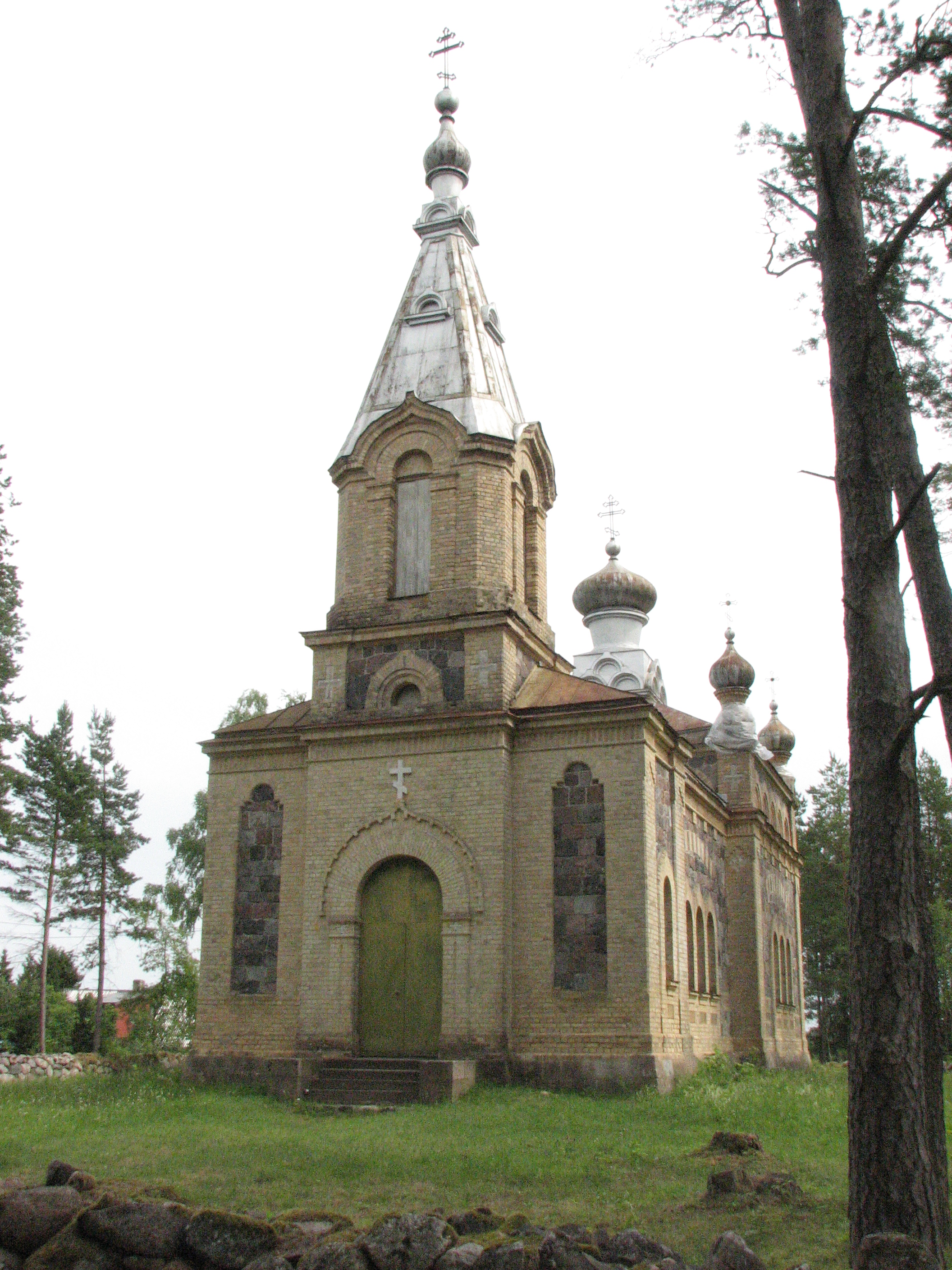
De ingang
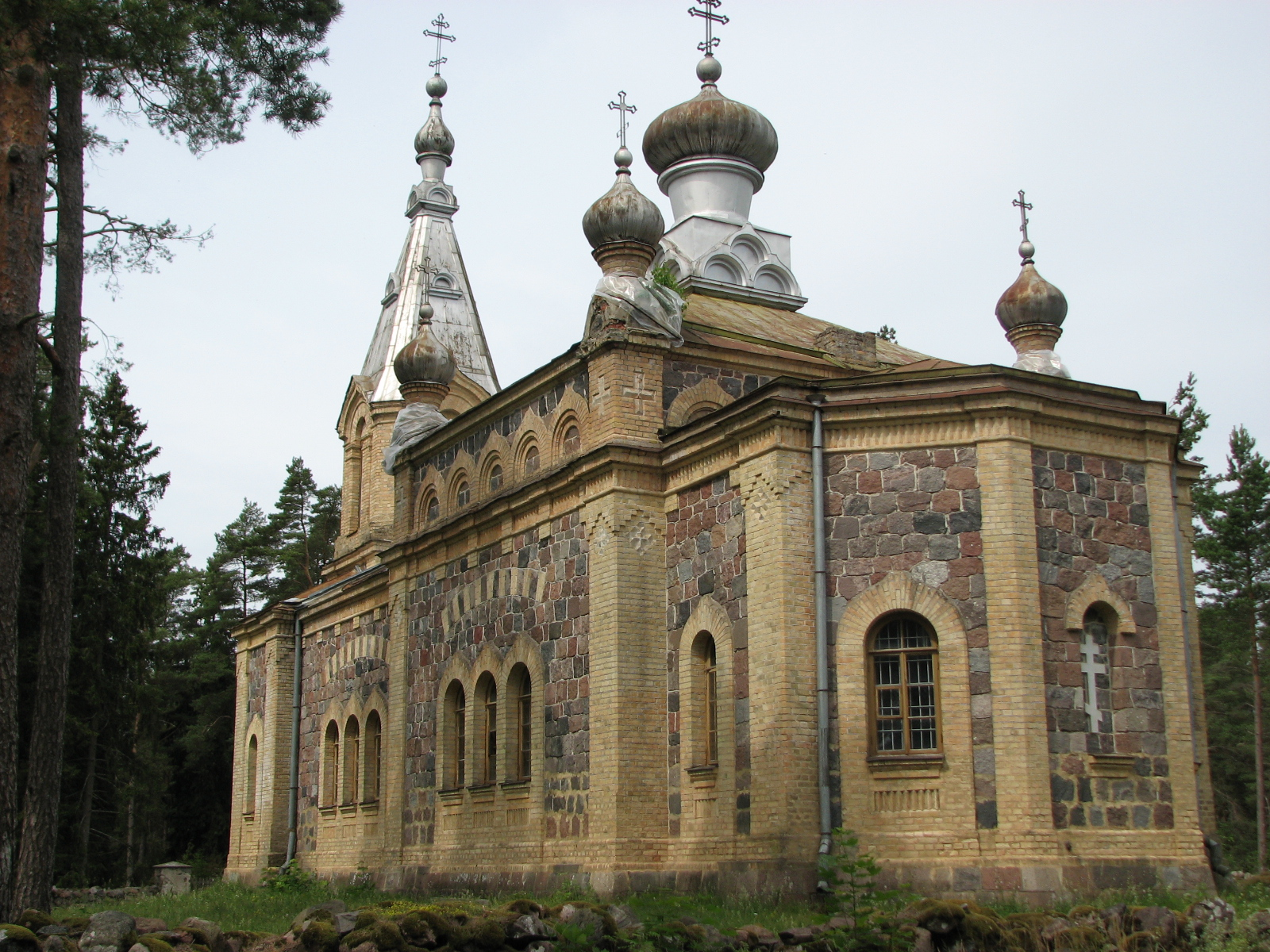
Zijaanzicht